# التهاب الثدي غير النفاسي
مصطلح التهاب الثدي غير النفاسي يصف الآفات الاٍلتهابية للثدي والتي تحدث في غير زمن الحمل والاٍرضاع.
هو أحيانا مرادف لانسداد القنوات الناقلة للبن، لكن يمكن وصف أشكال أخرى.